# Sự kiện UFO Chiles–Whitted
Sự kiện UFO Chiles–Whitted xảy ra vào khoảng 2:45 sáng ngày 24 tháng 7 năm 1948, trên bầu trời gần Montgomery, Alabama, Mỹ. Vụ việc khởi đầu từ khi hai phi công thương mại là Clarence S. Chiles và John B. Whitted tuyên bố chính họ đã tận mắt chứng kiến một "vật thể phát sáng" đi ngang qua máy bay của mình trước khi nó xuất hiện kéo lên một đám mây và bay khuất tầm nhìn. Theo sĩ quan Không quân Mỹ (USAF) và người giám sát Dự án Blue Book Edward J. Ruppelt, vụ chứng kiến Chiles–Whitted là một trong ba sự kiện UFO "kinh điển" vào năm 1948 đã thuyết phục các nhân viên của Dự án Sign, tiền thân của Blue Book rằng, "UFO có thật", cùng với sự kiện UFO Mantell và trận không chiến Gorman. Tuy nhiên, những nghiên cứu về sau của Không quân và giới nghiên cứu dân sự chỉ ra rằng Chiles và Whitted đã nhìn thấy một thiên thạch, có thể là tia sáng, và vào năm 1959, Dự án Blue Book chính thức kết luận rằng thiên thạch mới chính là nguyên nhân gây ra hiện tượng này.

## Diễn biến sự kiện
Sáng sớm ngày 24 tháng 7 năm 1948, Clarence Chiles, phi công chính và John Whitted, phi công phụ, đang lái chiếc máy bay chở khách Douglas DC-3 của hãng Eastern Air Lines ở gần Montgomery, Alabama, ở độ cao khoảng 5.000 feet. Bầu trời đêm quang đãng với "Mặt Trăng sau rằm bốn ngày, chiếu qua những đám mây rải rác".
Vào khoảng 2 giờ 45 phút sáng, Chiles "nhìn thấy ánh sáng đỏ mờ phía trên và phía trước máy bay." Ông bèn nói với Whitted, "Hãy nhìn xem, đây là một sản phẩm máy bay phản lực mới của Quân đội." Vật thể lại gần chiếc DC-3 của họ chỉ trong vài giây, và cả hai người về sau đều cho biết họ đã nhìn thấy vật thể bay qua bên phải máy bay của họ với tốc độ cao trước khi nó lao lên với một ngọn lửa bùng phát dữ dội từ phía sau và phóng lên mây". Họ đã quan sát vật thể trong tổng thời gian từ mười đến mười lăm giây. Chiles và Whitted tuyên bố rằng vật thể này "trông giống như một chiếc máy bay không cánh...nó dường như có hai hàng cửa sổ xuyên qua đó phát ra ánh sáng chói chang, rực rỡ như một ngọn lửa magiê". Cả hai phi công đều khẳng định vật thể này dài 100 feet và đường kính 25-30 feet, hình ngư lôi hoặc hình điếu xì gà, "tương tự như thân máy bay B-29", với ngọn lửa phụt ra từ phía đuôi. Chỉ một trong những hành khách của máy bay, C.L. McKelvie, đã thấy bất cứ điều gì bất thường. Anh ta cho biết đã nhìn thấy một "vệt sáng" lóe lên bên cửa sổ của mình.

## Điều tra và giải thích
Ngay sau khi hạ cánh xuống Atlanta, Georgia, Chiles và Whitted đã báo cáo vụ chứng kiến của họ cho phía Không quân Mỹ (USAF). Họ được các nhân viên từ Dự án Sign tới phỏng vấn, vốn là nhóm nghiên cứu Không quân đầu tiên được giao nhiệm vụ điều tra những trường hợp nhìn thấy UFO. Các nhân viên phát hiện ra rằng hai phi công đã không đồng ý về một số chi tiết: Chiles tuyên bố đã nhìn thấy một buồng lái có đèn chiếu sáng, phần mũi của vật thể dài ra và phần trung tâm trong suốt. Whitted không nhìn thấy buồng lái và thay vì phần trung tâm trong suốt, ông tuyên bố nhìn thấy một loạt cửa sổ hình chữ nhật. Cả phi công đều không nghe thấy bất kỳ âm thanh nào, và dù cho một số sách báo về sau đều cho rằng máy bay đã bị trúng sóng gió từ vật thể, cả phi công và hành khách nhìn thấy "vệt sáng" đều nói rằng máy bay hoàn toàn không bị vật thể này ảnh hưởng đến.
Đại úy Không quân Mỹ Edward Ruppelt viết rằng "theo những người lâu đời tại ATIC (Trung tâm Tình báo Kỹ thuật Hàng không), báo cáo của [Chiles–Whitted] đã khiến họ sửng sốt còn tồi tệ hơn cả sự kiện Mantell... đây là lần đầu tiên hai nguồn đáng tin cậy thực sự đủ gần với UFO để có góc nhìn tốt hơn." Nhân viên của Dự án Sign bèn phát triển tấm bản đồ về quỹ đạo của vật thể cho thấy nó có thể đã đi qua Macon, Georgia. Khi một cơ trưởng của Không quân tại Căn cứ Không quân Robins gần Macon báo cáo rằng đã nhìn thấy "một luồng sáng cực sáng trên đầu với tốc độ cao" vào cùng đêm với sự kiện Chiles-Whitted, điều đó "dường như xác nhận vụ chứng kiến [Chiles–Whitted] này", Ruppelt viết. Theo Ruppelt, do hậu quả của sự kiện Chiles–Whitted và những trường hợp trước đó vào năm 1947 và 1948, nhân viên của Dự án Sign đã quyết định gửi bản "Đánh giá Tình hình" cho Tham mưu trưởng Không quân Hoyt S. Vandenberg. Đánh giá Tình hình này "là một tài liệu khá dày với bìa đen... được đóng dấu ngang mặt trước là dòng chữ TỐI MẬT." Kết luận của Dự án Sign cho rằng "[UFO] là liên hành tinh!"
Tuy nhiên, Tướng Vandenberg đã bác bỏ bản Đánh giá Tình hình này vào tháng 10 năm 1948, với lý do "bằng chứng của báo cáo không đủ để hỗ trợ kết luận này được". Ngoài ra, J. Allen Hynek, một nhà thiên văn học tại Đại học Tiểu bang Ohio và là nhà tư vấn khoa học cho Dự án Sign, kết luận rằng Chiles và Whitted đã thực sự nhìn thấy một sao băng rất sáng. Hynek lưu ý rằng "cái đuôi rực lửa và sự biến mất đột ngột phù hợp với đoạn đường ngắn của một thiên thạch". Ông cũng cho rằng các nhà thiên văn nghiệp dư đã quan sát được một số lượng lớn sao băng sáng vào đêm 23-24 tháng 7. Đối với cửa sổ và buồng lái hình chữ nhật mà Chiles và Whitted kể lại đã nhìn thấy vật thể này, Hynek viết rằng, "Sẽ phải để các nhà tâm lý học cho chúng ta biết rằng liệu dấu vết ngay lập tức của một sao băng sáng chói có thể tạo ra ấn tượng chủ quan về một con tàu có cửa sổ sáng đèn hay không." Mặc dù một nhân viên của Dự án Sign không đồng ý với lời giải thích của Hynek, lập luận rằng "rõ ràng vật thể này không phải là một thiên thạch" và vật thể này nên được dán nhãn là không xác định, giới nghiên cứu về sau này đều ủng hộ kết luận của Hynek.
Donald Menzel, một nhà thiên văn học tại Đại học Harvard và là nhà hoài nghi UFO nổi tiếng vào thời đó, lưu ý rằng ngày 24 tháng 7 "rơi vào thời kỳ hoạt động của sao băng gia tăng đáng kể, khi Trái Đất di chuyển qua dòng Aquarid...các báo cáo [từ giới thiên văn nghiệp dư] đối với vùng Đông Nam [ngày 24 tháng 7] đặc biệt quan tâm đến trường hợp Chiles–Whitted". Tối ngày 24 tháng 7, một quan sát viên ở Alabama" đếm được mười lăm sao băng trong một giờ quan sát". Hai ngày sau vụ Chiles–Whitted, một "quả cầu lửa khổng lồ vụt qua Bắc Carolina và Tennessee." Menzel viết rằng "khi Chiles và Whitted quan sát UFO, hình dáng và chuyển động của nó giống hệt với nhiều thiên thạch phát sáng khác nhưng các phi công, giật mình vì sự xuất hiện đột ngột [của thiên thạch] đã giải thích sai những gì họ nhìn thấy... không thể nghi ngờ rằng Chiles và Whitted đã hiểu sai về sự xuất hiện của một thiên thạch sáng bất thường, cơ thể của nó phát sáng thành sợi đốt trắng và xanh... bắn ra khí cháy ("khí thải") và bốc hơi do ma sát của bầu khí quyển". Menzel cũng kể lại trải nghiệm của một phi công vào năm 1959 đã mô tả một vật thể bốc lửa rất giống với vật thể mà Chiles và Whitted vừa trải qua, nhưng cuối cùng viên phi công đành phải công nhận đây chỉ là một sao băng sáng chói rực rỡ mà thôi.
Philip J. Klass, nhà hoài nghi UFO nổi tiếng khác, đồng ý với lời giải thích về thiên thạch, viết rằng kết luận ban đầu của Dự án Sign về vật thể này là một tàu vũ trụ liên hành tinh là "sai hoàn toàn". Dù cho James E. McDonald, một nhà vật lý tại Đại học Arizona và là nhà nghiên cứu UFO nổi tiếng, đã tới phỏng vấn Chiles và Whitted vào thập niên 1960 và kết luận rằng họ không nhìn thấy sao băng, Không quân Mỹ, dựa trên phân tích của Hynek, Menzel và những người khác, vào năm 1959 cho rằng sự kiện Chiles–Whitted là do một thiên thạch dạng quả cầu lửa gây ra.